# ジャック・テイラー (サッカー審判員)
ジョン・キース "ジャック"・テイラー（John Keith "Jack" Taylor OBE, 1930年4月21日 - 2012年7月27日）は、イングランド出身の元サッカー審判員である。

## 概要
1963年にFIFAのライセンスを取得し、1977年までFIFA国際審判員として活動していた。副業は精肉業。33年間に渡って1000試合以上の主審を務め、60カ国の国において100試合以上の国際試合主審を務めた。主に国内リーグのフットボールリーグで主審を務めた他、UEFAチャンピオンズカップでも主審を務め、1970-71シーズン決勝では主審も務めた。1970 FIFAワールドカップで主審を務めた他、1974 FIFAワールドカップでは決勝戦の審判も務めた。この時は前半の30分で2回のPKを宣告している。自身の精肉店を閉店した後はブラジルで2年間審判を務め、その後も南アフリカ共和国やサウジアラビアでレフェリングコーチを務めた。1999年にはFIFAの殿堂入りを果たした。
2012年7月27日、ウェスト・ミッドランズ州シュロップシャーの自宅で死去。82歳没。

## 担当した主な国際大会

### 1966 FIFAワールドカップ
1966 FIFAワールドカップでは2試合で線審（現在は副審）を担当した。

### 1970 FIFAワールドカップ
1970 FIFAワールドカップでは1試合で審判を担当した。
- グループ2: イタリア代表対スウェーデン代表

### 1974 FIFAワールドカップ
1974 FIFAワールドカップでは3試合で審判を担当した。
- 1次リーググループ3: ウルグアイ代表対ブルガリア代表
- 2次リーググループA: アルゼンチン代表対東ドイツ代表
- 決勝戦: 西ドイツ代表対オランダ代表